# Episodi di Mr. Robot (prima stagione)
La prima stagione della serie televisiva Mr. Robot, composta da 10 episodi, è stata trasmessa negli Stati Uniti dal canale USA Network dal 24 giugno al 2 settembre 2015.
L'ultimo episodio è andato in onda con una settimana di ritardo perché contiene una scena simile all'omicidio di Alison Parker e Adam Ward nella sparatoria in Virginia del 26 agosto 2015.
In Italia, la stagione è andata in onda in prima visione assoluta sul canale a pagamento Premium Stories dal 3 marzo al 28 aprile 2016. In chiaro è stata trasmessa in seconda serata dal 15 novembre al 13 dicembre 2016 su Italia 1.
I titoli originali e quelli italiani proposti da Prime Video degli episodi della prima stagione sono scritti in leet e ciascuno termina con un'estensione di file video.
| nº | Titolo originale            | Titolo italiano  | Prima TV USA     | Prima TV Italia |
| -- | --------------------------- | ---------------- | ---------------- | --------------- |
| 1  | eps1.0_hellofriend.mov      | Ciao amico       | 24 giugno 2015   | 3 marzo 2016    |
| 2  | eps1.1_ones-and-zer0es.mpeg | Uno e zero       | 1º luglio 2015   | 3 marzo 2016    |
| 3  | eps1.2_d3bug.mkv            | Il bug           | 8 luglio 2015    | 10 marzo 2016   |
| 4  | eps1.3_da3m0ns.mp4          | Il demone        | 15 luglio 2015   | 17 marzo 2016   |
| 5  | eps1.4_3xpl0its.wmv         | La missione      | 22 luglio 2015   | 24 marzo 2016   |
| 6  | eps1.5_br4ve-trave1er.asf   | Il viandante     | 29 luglio 2015   | 31 marzo 2016   |
| 7  | eps1.6_v1ew-s0urce.flv      | Una via d'uscita | 5 agosto 2015    | 7 aprile 2016   |
| 8  | eps1.7_wh1ter0se.m4v        | La rosa bianca   | 12 agosto 2015   | 14 aprile 2016  |
| 9  | eps1.8_m1rr0r1ng.qt         | Lo specchio      | 19 agosto 2015   | 21 aprile 2016  |
| 10 | eps1.9_zer0-day.avi         | Il giorno "0"    | 2 settembre 2015 | 28 aprile 2016  |

## Ciao amico
- Titolo alternativo: ep.1.0_salveamico.mov
- Titolo originale: eps1.0_hellofriend.mov
- Scritto da: Sam Esmail
- Diretto da: Niels Arden Oplev

### Trama
Elliot Alderson è un tecnico informatico, vive a New York e lavora presso l'azienda di sicurezza informatica AllSafe Security. Soffre di paranoia ed è convinto di essere pedinato. Di notte cracca gli account dei social network e dei conti bancari dei suoi contatti, inclusi quelli dell'amica Angela che lavora con lui alla AllSafe, della psicanalista Krista e della sua spacciatrice Shayla. Fa uso quotidiano di morfina e Suboxone, un farmaco contro la crisi d'astinenza che gli permette di "controllare" la tossicodipendenza. Elliot sfrutta le sue abilità informatiche per dare la caccia ai criminali e consegnarli alla polizia. E Corp, conglomerato di imprese e cliente principale della AllSafe Security, sta subendo un attacco DDoS a causa di un rootkit installato sui suoi server. Elliot riesce a bloccare l'attacco e trova un file chiamato fsociety.dat, insieme a un file di testo nel quale si chiede di non rimuovere la "firma" che gli hacker hanno lasciato sui server. Mentre torna a casa in metropolitana viene avvicinato da Mr. Robot, il leader di fsociety che è dietro l'attacco informatico alla E Corp. Mr. Robot progetta una rivoluzione digitale per distruggere i dati dei debiti bancari che la gente ha contratto con E Corp, che da adesso sarà chiamata "Evil Corp" (azienda malvagia), e chiede ad Elliot di unirsi alla causa per smantellare l'azienda che, tra le altre cose, è stata coinvolta in diversi scandali che hanno rovinato la vita di centinaia di persone. Durante la riunione alla AllSafe Security con i dirigenti della Evil Corp sull'attacco DDoS della notte precedente, Elliot nasconde furtivamente la relazione originale ed esibisce un falso documento che incastra Terry Colby, il direttore tecnico della multinazionale, dopo che questi ha umiliato davanti a tutti Angela. Con questa mossa Elliot, inizialmente indeciso, si è unito ufficialmente alla fsociety. Alla riunione è presente anche Tyrell Wellick, giovane dirigente della Evil Corp presuntuoso e ambizioso, che vede Elliot nascondere la relazione originale.
- Guest star: Michael Gill (Gideon Goddard), Ben Rappaport (Ollie Parker), Aaron Takahashi (Lloyd Chung), Frankie Shaw (Shayla), Samrat Chakrabarti (Rohit "Ron" Mehta), Bruce Altman (Terry Colby) e Gloria Reuben (Krista Gordon).
- Ascolti USA: telespettatori 1.750.000[7]
- Ascolti Italia (free): telespettatori 497.000[8]

## Uno e zero
- Titolo alternativo: ep.1.1_Un0-e-Zer1.mpeg

- Titolo originale: eps1.1_ones-and-zer0es.mpeg
- Scritto da: Sam Esmail
- Diretto da: Sam Esmail

### Trama
Terry Colby è agli arresti domiciliari con l'accusa di essere coinvolto nell'attacco DDoS che ha provocato il blocco dell'intera rete informatica della Evil Corp. Tyrell Wellick, nominato direttore tecnico ad interim della multinazionale, propone ad Elliot di lavorare alla Evil Corp in cambio di uno stipendio maggiore, ma quest'ultimo rifiuta. Fsociety diffonde un video nel quale dichiara di voler rivelare informazioni compromettenti sulla Evil Corp, a meno che Colby non sia immediatamente scagionato dalle accuse, facendo così peggiorare il capo d'imputazione dell'ex dirigente. Elliot sta diventando sempre più paranoico e non riesce più a controllare la dipendenza da morfina. Darlene, una degli hacker che fanno parte di fsociety, va a casa di Elliot per portarlo al loro covo, provocando lo stupore del giovane sul fatto che la giovane donna sappia dove abita. Arrivato al covo della fsociety, ad Elliot viene chiesto di violare i sistemi di sicurezza di una centrale elettrica per provocare un'esplosione che distrugga Steel Mountain, l'azienda che custodisce i backup offline della Evil Corp. Elliot non vuole mettere a rischio delle vite umane e dichiara di non voler avere più a che fare con fsociety, provocando la rabbia di Mr. Robot. Shayla è stata picchiata selvaggiamente dal suo fornitore di droga Fernando Vera e così Elliot raccoglie informazioni su di lui per vendicarsi, sebbene Shayla lo esorti a starne fuori. Ollie, fidanzato e collega di Angela alla AllSafe Security, viene avvicinato da un giovane musicista squattrinato che gli regala un CD chiedendo in cambio di fargli pubblicità. In realtà, il musicista è Cisco, un hacker che lavora con la Dark Army, un gruppo cinese accusato di essere in combutta con il terrorismo internazionale e di vendersi al migliore offerente. Il CD è in realtà un cavallo di troia che viene usato da Cisco per infettare il computer di Ollie. Elliot e Mr. Robot s'incontrano in un parco sulla scogliera per chiarirsi e alla fine Elliot confida di sentirsi in colpa per aver disobbedito al padre che stava morendo. Mr Robot si schiera con il padre e spinge Elliot giù da una balaustra.
- Guest star: Gloria Reuben (Krista Gordon), Michael Gill (Gideon Goddard), Ben Rappaport (Ollie Parker), Frankie Shaw (Shayla), Elliot Villar (Fernando Vera), Michael Drayer (Cisco), Jeremy Holm (Mr. Sutherland), Ron Cephas Jones (Romero), Azhar Khan (Mobley), Sunita Mani (Trenton), Aaron Takahashi (Lloyd Chung).
- Ascolti USA: telespettatori 1.730.000[9]
- Ascolti Italia (free): telespettatori 497.000[8]

## Il bug
- Titolo alternativo: ep.1.2_1l-bug.mkv
- Titolo originale: eps1.2_d3bug.mkv
- Scritto da: Sam Esmail
- Diretto da: Jim McKay

### Trama
Tyrell picchia un senzatetto a sangue come in una scena di Fight Club per sfogare la rabbia dopo aver capito che qualcun altro diventerà il nuovo direttore tecnico. Più tardi seduce il segretario del suo superiore per scoprire chi sarà il nuovo direttore tecnico e organizzare una cena con lui e la moglie. Cisco ricatta Ollie minacciandolo di rendere pubblici i suoi tradimenti amorosi e chiede di usare lo stesso CD per infettare i computer della AllSafe Security. Ollie confessa ad Angela di averla tradita. La donna si accorge che Cisco si è impossessato dei suoi dati bancari presenti sul computer di Ollie e riflette sulla possibilità di infettare i computer della AllSafe per evitare che le venga prosciugato il conto corrente. Elliot si risveglia legato a un letto in ospedale perché i medici pensano che la caduta sia stata un tentato suicidio. Al suo capezzale sono presenti la spacciatrice Shayla e la psichiatra Krista. Quest'ultima scopre che Elliot le ha tenuto nascosto la tossicodipendenza durante le sedute di psicoterapia e lo costringe a riprendere la terapia se non vuole che firmi i documenti per il ricovero obbligatorio in un centro di recupero per tossicodipendenti. Elliot incontra nuovamente Mr. Robot che si scusa per averlo spinto dalla balaustra. Pensando di essersi liberato della fsociety e nel tentativo di sentirsi normale e non più un disadattato, Elliot chiede a Shayla di fidanzarsi con lui e di accompagnarlo alla cena organizzata da Gideon Goddard, il direttore della AllSafe Security, per festeggiare il successo dopo l'attacco DDoS. Gideon diventa sospettoso dopo aver chiesto ad Elliot di illustrare nuovamente i dettagli sull'attacco ai server della Evil Corp perché il racconto del giovane è incoerente in alcuni punti. Durante la cena, alla quale sono presenti anche Angela ed Ollie, un video della fsociety alla televisione annuncia la diffusione di alcune e-mail della Evil Corp che incriminano Terry Colby per aver insabbiato una fuoriuscita di rifiuti tossici che ha causato la morte per leucemia del padre di Elliot, della madre di Angela e di altre centinaia di persone, facendo così riaprire la class action nella quale la Evil Corp fu scagionata per insufficienza di prove. Elliot decide allora, lasciandosi manipolare, di riunirsi alla fsociety.
- Guest star: Gloria Reuben (Krista Gordon), Michael Gill (Gideon Goddard), Ben Rappaport (Ollie Parker), Frankie Shaw (Shayla), Michael Drayer (Cisco), Randy Harrison (Harry), Michele Hicks (Sharon Knowles), Michael Cristofer (Phillip Price), Stephanie Corneliussen (Joanna Wellick), Jeremy Holm (Mr. Sutherland), Ron Cephas Jones (Romero), Azhar Khan (Mobley), Sunita Mani (Trenton), Aaron Takahashi (Lloyd Chung), Mitchell Winter (Anwar).
- Ascolti USA: telespettatori 1.600.000[10]
- Ascolti Italia (free): telespettatori 549.000[11]

## Il demone
- Titolo alternativo: ep.1.3_1l-dem0ne.mp4
- Titolo originale: eps1.3_da3m0ns.mp4
- Scritto da: Adam Penn
- Diretto da: Nisha Ganatra

### Trama
Elliot escogita un piano per distruggere tutti i nastri di backup della Steel Mountain senza provocare morti né esplosioni. Il piano prevede di violare il sistema di climatizzazione della Steel Mountain causando lo scioglimento dei nastri di backup. Affinché la violazione possa avvenire, è necessario che Elliot installi un dispositivo di controllo remoto nel sistema computerizzato della climatizzazione. Elliot, Mr. Robot, Romero e Mobley, altri due hacker della fsociety, lasciano New York per dirigersi alla sede della Steel Mountain. Elliot è in crisi d'astinenza dopo che ha fatto arrestare Fernando per lo stupro di Shayla e il gruppo è pertanto costretto a rimanere in un hotel in attesa che Elliot stia meglio. Gli attacchi di astinenza causano in Elliot allucinazioni multiple durante le quali è costretto ad esplorare i suoi "demoni" (daemon, in inglese, indica anche un programma che opera da dietro le quinte e che non può essere controllato direttamente). Darlene è nel covo della fsociety e cerca di contattare Cisco (si scopre che è il suo ex) per organizzare un attacco simultaneo con la Dark Army sui server della Evil Corp in Cina. Nel frattempo, Angela e Shayla passano la giornata facendosi di ecstasy. Shayla incoraggia Angela a preoccuparsi di meno e a fare ciò che è meglio per lei. La mattina dopo Angela esaudisce la richiesta di Cisco infettando tutti i computer della AllSafe Security usando però il computer e il tesserino di Ollie per non essere identificata. 
- Guest star: Michael Drayer (Cisco), Ben Rappaport (Ollie Parker), Frankie Shaw (Shayla), Ron Cephas Jones (Romero), Azhar Khan (Mobley), Sunita Mani (Trenton).
- Ascolti USA: telespettatori 1.270.000[12]
- Ascolti Italia (free): telespettatori 549.000[11]

## La missione
- Titolo alternativo: ep.1.4_ la-mi1ssi0ne.wmv
- Titolo originale: eps1.4_3xpl0its.wmv
- Scritto da: Adam Penn
- Diretto da: Jim McKay

### Trama
Elliot riesce a infiltrarsi alla Steel Mountain attraverso quelli che egli definisce "exploit umani". Dopo essersi fatto strada maldestramente tra due impiegati, alla fine incontra Tyrell per caso e sfrutta la sua arroganza per riuscire a violare il sistema di climatizzazione. Tyrell rivela di aver capito che Elliot ha incastrato Colby ma che non farà nulla al riguardo. Darlene apprende che la Dark Army ha cambiato idea sull'attacco simultaneo in Cina, mettendo il piano di fsociety a rischio. Intanto, Tyrell e sua moglie Joanna cenano con il probabile nuovo direttore tecnico, Scott Knowles, e la moglie Sharon, nel tentativo di scoprire le loro debolezze. Tyrell intuisce che Sharon è annoiata e la segue poco dopo che si è allontanata. Sharon è in bagno, seduta sul water, quando Tyrell entra per provocarla. La donna, tremando dalla paura, in risposta, apre le gambe per lui. Tyrell continua a stuzzicarla. Angela rompe il fidanzamento con Ollie dicendogli che ha infettato i computer della AllSafe Security usando il suo computer ed entrando con il suo tesserino, dopodiché si trasferisce nella casa dal padre che vive in un piccolo centro del New Jersey. Angela scopre che il padre sta pagando ancora i debiti per le cure ospedaliere della madre che è morta molti anni prima. Dopo essere tornato a casa, Elliot vede che la porta dell'appartamento di Shayla è stata scassinata e trova il telefonino di Shayla sul pavimento che sta squillando. Fernando Vera chiama dalla prigione, accusa Elliot di averlo denunciato e lascia intendere che Shayla è prigioniera dei suoi scagnozzi ed è in pericolo. Nella scena finale, Angela esce di casa e arriva letteralmente a un bivio.
- Guest star: Michael Drayer (Cisco), Rick Gonzalez (Isaac Vera), Michele Hicks (Sharon Knowles), Brian Stokes Mitchell (Scott Knowles), Ben Rappaport (Ollie Parker), Frankie Shaw (Shayla), Elliot Villar (Fernando Vera), Ron Cephas Jones (Romero), Stephanie Corneliussen (Joanna Wellick), Tom Riis Farrell (Bill Harper), Azhar Khan (Mobley), Sunita Mani (Trenton), Don Sparks (Mr. Moss).
- Ascolti USA: 1.384.000[13]
- Ascolti Italia (free): telespettatori 353.000[14]

## Il viandante
- Titolo alternativo: ep.1.5_1l-v1andante.asf
- Titolo originale: eps1.5_br4ve-trave1er.asf
- Scritto da: Kyle Bradstreet
- Diretto da: Deborah Chow

### Trama
Isaac, fratello di Fernando Vera, ha rapito Shayla con la complicità del suo amico DJ e fa pressioni su Elliot per spingerlo a craccare il sistema di sicurezza della prigione per far evadere Fernando. Mr. Robot è al corrente del piano di Isaac e tenta invano di convincere Elliot ad abbandonare Shayla al suo destino perché i rischi sono alti ed esiste la probabilità che Fernando lo uccida dopo l'evasione per non essere intralciato da un testimone scomodo. Elliot decide di correre il rischio e fa visita a Fernando in prigione con l'intenzione di introdursi via wifi nella rete informatica del penitenziario. Elliot assicura a Fernando che lo farà evadere a condizione che, una volta fuori dalla prigione, abbandoni lo Stato e si dimentichi di lui e Shayla se non vuole che tutti i registri contabili delle sue attività criminali finiscano nelle mani dell'FBI. Intanto, Scott Knowles rivela a Tyrell che Sharon gli ha riferito dell'incidente in bagno e comincia a umiliarlo. Tyrell torna a casa e, in una crisi di rabbia, distrugge i mobili in cucina. Joanna gli dice che non tutto è perduto perché adesso conoscono il punto debole di Sharon, una donna che si sente trascurata e vuole sentirsi desiderata. Dopo l'ultima fuga di notizie su Terry Colby, Angela incontra l'avvocato che l'ha rappresentata nella class action contro la Evil Corp e chiede che il caso sia riaperto. Le viene riferito che è impossibile vincere la causa, a meno che una delle persone coinvolte nell'insabbiamento non testimoni contro la Evil Corp. Angela cerca allora un modo per incontrare Terry Colby. Isaac teme di essere smascherato da Elliot che ha capito il suo piano per spodestare Fernando dallo spaccio di droga e così porta il giovane in un luogo appartato per ucciderlo e impedire l'evasione. Con la pistola alla nuca, Elliot cerca di convincere Isaac a desistere mostrandogli un piano che potrebbe rivelarsi vantaggioso. Elliot riesce a far evadere Fernando sfruttando un exploit sulle tastiere Bluetooth usate dalle auto della polizia penitenziaria e lo attende fuori dal penitenziario con Isaac e DJ. Fernando ordina a DJ di uccidere Isaac perché fin dall'inizio aveva capito di essere stato tradito dal fratello e ha usato Shayla come esca per convincere Elliot a farlo evadere. Elliot chiede di Shayla e Fernando gli consegna le chiavi dell'auto dicendo che "per tutto il tempo lei è sempre stata con te". Elliot apre il bagagliaio e scopre che Shayla è stata sgozzata.
- Guest star: Rick Gonzalez (Isaac Vera), Michele Hicks (Sharon Knowles), Brian Stokes Mitchell (Scott Knowles), Sakina Jaffrey (Antara Nayar), Bruce Altman (Terry Colby), Frankie Shaw (Shayla), Elliot Villar (Fernando Vera), Stephanie Corneliussen (Joanna Wellick), Jas Anderson (DJ).
- Ascolti USA: 1.249.000[15]
- Ascolti Italia (free): telespettatori 221.000[14]

## Una via d'uscita
- Titolo alternativo: ep.1.6_v1sualizza-la-f0nte.flv
- Titolo originale: eps1.6_v1ew-s0urce.flv
- Scritto da: Kate Erickson
- Diretto da: Sam Esmail

### Trama
In un flashback, Shayla va ad abitare sullo stesso pianerottolo di Elliot e gli regala un pesciolino. La ragazza intende stringere amicizia nonostante Elliot sia inizialmente riluttante. Shayla dichiara di voler mettersi in contatto con uno spacciatore di Suboxone per aiutare Elliot a gestire la tossicodipendenza. Nel presente è trascorso un mese da quando Shayla è stata ammazzata e il senso di colpa fa peggiorare lo stato mentale di Elliot. Angela stringe un accordo con Terry Colby: lei mentirà dicendo che ha infranto le regole di custodia sul file che lo ha incriminato e lui testimonierà che Evil Corp ha insabbiato la fuoriuscita di rifiuti tossici nel 1993. Gideon viene messo al corrente e avverte Angela che l'accordo con Colby causerà il fallimento della AllSafe Security. Intanto, Darlene e Mr. Robot tentano di ricompattare la fsociety dopo la defezione improvvisa della Dark Army. Darlene cracca furtivamente il computer di Cisco e riesce a organizzare un incontro con WhiteRose, il pericoloso leader della Dark Army. Cisco è arrabbiato con Darlene per avergli craccato il computer e la mette in guardia sulla spietatezza della Dark Army. Tyrell, durante la festa per celebrare la promozione di Knowles, tenta di sedurre Sharon sul tetto dell'edificio, ma per la foga la uccide strangolandola. Elliot è in seduta di psicanalisi e confessa che cracca i computer delle persone, compresa Krista stessa, per sapere della loro vita privata: ciò gli permette di affermare di essere simile a lei, in quanto entrambi cercano una via per scappare dalla solitudine che li affligge.
- Guest star: Gloria Reuben (Krista Gordon), Michel Gill (Gideon Goddard), Michele Hicks (Sharon Knowles), Brian Stokes Mitchell (Scott Knowles), Sakina Jaffrey (Antara Nayar), Bruce Altman (Terry Colby), Frankie Shaw (Shayla), Ben Rappaport (Ollie Parker), Michael Drayer (Cisco), Michael Cristofer (Phillip Price), Ron Cephas Jones (Romero), Stephanie Corneliussen (Joanna Wellick), Sunita Mani (Trenton).
- Ascolti USA: 1.150.000[16]
- Ascolti Italia (free): telespettatori 343.000[17]

## La rosa bianca
- Titolo alternativo: ep.1.7_r0sab1anca.m4v
- Titolo originale: eps1.7_wh1ter0se.m4v
- Scritto da: Randolph Leon
- Diretto da: Christoph Schrewe

### Trama
Darlene ruba una pistola e la nasconde nella macchina dei popcorn che è nel covo della fsociety, temendo le possibili conseguenze se il piano contro la Steel Mountain e gli accordi con Dark Army non dovessero funzionare. In seguito, inizia una conversazione con Angela, lasciando intendere che si conoscono da molto tempo. Elliot e la fsociety riprogettano l'attacco contro la Steel Mountain, ma hanno ancora bisogno della Dark Army. Elliot incontra WhiteRose, un travestito ossessionato dal tempo, che gli spiega perché Dark Army si è tirata indietro: Gideon ha iniziato a nutrire dei sospetti su Elliot e ha trasformato il server craccato della Evil Corp in un honeypot. Grazie all'aiuto di Darlene, Elliot riesce a far disattivare l'honeypot e a far ripristinare il server craccato da usare per sferrare l'attacco alla Steel Mountain. Tyrell trova il file della fsociety sul server dopo che Gideon gli ha detto dell'honeypot e successivamente incontra Mr. Robot, lasciando intendere che i due lavorino insieme. Il dirigente ricorda a Mr. Robot che è al corrente del suo "piccolo sporco segreto", ma il leader della fsociety non sembra preoccupato. Joanna viene a sapere dalla polizia che Sharon è morta e, pensando che gli agenti possano risalire al marito, rompe di proposito il sacco amniotico per evitare che Tyrell venga interrogato. Mentre celebra il successo della fsociety, Elliot bacia Darlene che reagisce in maniera disgustata. La giovane chiede se "ha dimenticato di nuovo" ed Elliot si rende conto che Darlene è sua sorella, ma che non ha nessun ricordo di lei. Tornato a casa, Elliot trova un CD che contiene tutte le foto di famiglia e si scopre così che Mr. Robot è in realtà suo padre. Pochi secondi dopo quest'ultimo bussa alla sua porta, comunicandogli che è arrivato il momento di parlare.
- Guest star: Ben Rappaport (Ollie Parker), Michel Gill (Gideon Goddard), Ron Cephas Jones (Romero), BD Wong (Whiterose), Stephanie Corneliussen (Joanna Wellick), Aaron Takahashi (Lloyd Chung), Jeremy Holm (Mr. Sutherland), Azhar Khan (Mobley), Sunita Mani (Trenton).
- Ascolti USA: 1.238.000[18]
- Ascolti Italia (free): telespettatori 343.000[17]

## Lo specchio
- Titolo alternativo: ep.1.8_l0-spekk10.qt
- Titolo originale: eps1.8_m1rr0r1ng.qt
- Scritto da: Sam Esmail
- Diretto da: Tricia Brock

### Trama
Un flashback mostra Elliot quando aveva otto anni e aiutava il padre a gestire "Mr. Robot", un laboratorio per la riparazione di computer. È il 1994 e il padre di Elliot si è appena ammalato di leucemia in conseguenza alla fuoriuscita di rifiuti tossici di una delle fabbriche del gruppo Evil Corp.
Nel presente, Darlene è spaventata dal comportamento di Elliot e lo cerca disperatamente. Tenta di convincere Angela ad aiutarla, ricordandole che in molte occasioni lo ha tolto dai guai. Angela rifiuta affermando che nessuno può salvare Elliot da se stesso e dalle sue bugie e che le condizioni del giovane sono peggiorate da quando la sorella è tornata improvvisamente in città dopo essere sparita per diversi anni. Intanto, Joanna e Tyrell sono all'ospedale, dove la donna ha appena messo al mondo un maschietto. Joanna rivela al marito di aver avuto una bambina all'età di quindici anni e di averla data in adozione e poi gli intima di sistemare la situazione che si è venuta a creare se "intende fare parte di questa famiglia". Tyrell viene licenziato dalla Evil Corp mentre Knowles è in lutto per la moglie. Gideon scopre che il suo account email è stato violato ed usato per chiedere la disattivazione dell'honeypot e ripristinare il server infetto. Cerca invano di mettersi in contatto con Tyrell e Knowles e quindi si trova nell'impossibilità di informare la multinazionale di un altro imminente attacco informatico. Mr. Robot cerca di far calmare Elliot e lo convince ad andare nella vecchia casa dove è cresciuto. Si scopre che Elliot da piccolo viveva nella stessa città di Angela. Il giovane rivive le esperienze vissute da bambino e, in uno scatto di rabbia, spinge Mr. Robot giù da una finestra. Subito dopo, lo aiuta a rialzarsi e i due scappano via, sebbene il padre zoppichi vistosamente. Darlene è a casa del padre di Angela e parla nuovamente con l'amica. Angela alla fine decide di aiutare Darlene e così le due amiche si recano verso la casa d'infanzia di Elliot, sperando di trovare qualche traccia. Sul retro dell'abitazione notano i frammenti di vetro e scoprono che una finestra al primo piano è stata rotta. Le due ragazze successivamente trovano Elliot al cimitero con Mr. Robot che, accasciandosi su una lapide, gli dice che non deve permettere ad Angela e Darlene di "sbarazzarsi di lui" e che lo amerà per sempre. Quando arrivano, Elliot è da solo sulla tomba del padre. Il giovane si rende conto che ha impersonato Mr. Robot fin dall'inizio ed esclama "Io sono Mr. Robot!". Terry Colby rivela ad Angela che la sua testimonianza non farà fallire la Evil Corp né comporterà un danno economico all'azienda perché, quando fu presa la decisione di insabbiare la perdita di materiale tossico, i dirigenti avevano già accantonato una grossa somma nel caso di un risarcimento danni e alla fine le propone di lavorare alla Evil Corp. Tyrell incontra Elliot affermando di essere a conoscenza che è lui la persona al centro di tutto e obbligandolo a rivelargli la sua prossima mossa. Elliot porta Tyrell al covo della fsociety e quest'ultimo capisce che l'attacco alla Steel Mountain è imminente. Tyrell propone ad Elliot di lavorare insieme.
- Guest star: Michel Gill (Gideon Goddard), Randy Harrison (Harry), Bruce Altman (Terry Colby), Sakina Jaffrey (Antara Nayar), Michael Cristofer (Phillip Price), Stephanie Corneliussen (Joanna Wellick), Aaron Takahashi (Lloyd Chung), Don Sparks (Mr. Moss).
- Ascolti USA: 1.319.000[19]
- Ascolti Italia (free): telespettatori 359.000[20]

## Il giorno "0"
- Titolo alternativo: ep.1.9_1l-gi0rn0-0.avi
- Titolo originale: eps1.9_zer0-day.avi
- Scritto da: Sam Esmail
- Diretto da: Sam Esmail

### Trama
Elliot si risveglia da solo nel SUV di Tyrell tre giorni dopo averlo incontrato e non ricorda nulla di cosa è successo, temendo che durante uno dei suoi deliri possa avergli fatto del male. Il piano di fsociety è riuscito: Evil Corp ha registrato perdite economiche catastrofiche, le banche di tutto il mondo non hanno più liquidità, bancomat e carte di credito sono inutilizzabili e i governanti di tutto il mondo si stanno riunendo per capire come affrontare la crisi. Mentre il mondo è nel caos e migliaia di manifestanti sfilano per le strade indossando le maschere di fsociety e inneggiando contro banche e multinazionali, Elliot cerca disperatamente di capire cos'è successo negli ultimi tre giorni di cui non ha ricordo. Nel SUV trova una chiavetta USB nascosta nell'asta di un paio di occhiali e si reca in un Internet Cafè per leggerne il contenuto. La chiavetta contiene un file che richiama un videoclip postato sulla piattaforma Vimeo nel quale si vede Elliot che cade mentre è seduto da solo sulla balaustra di un pontile. Angela ha accettato la proposta di Colby ed è al suo primo giorno di lavoro alla Evil Corp. James Plouffe, il nuovo direttore tecnico della Evil Corp, ha accettato un'intervista televisiva per spiegare il punto di vista dell'azienda sull'attacco della fsociety e rassicurare gli investitori, sebbene la divisione finanziaria della multinazionale sia sull'orlo del fallimento. Incalzato dalle domande dell'intervistatrice, James Plouffe alla fine ammette che non esiste modo per rimediare all'attacco della fsociety e, in diretta televisiva, prende una pistola e si suicida sparandosi alla bocca. Gideon Goddard capisce che AllSafe Security è praticamente fallita perché Evil Corp, suo principale cliente, è ormai in preda a una crisi economica senza precedenti. Elliot si reca all'abitazione di Tyrell sperando di trovarlo vivo e a casa, ma incontra la moglie che, parlandogli in danese, minaccia di ucciderlo se al marito fosse successo qualcosa di male. Elliot è in preda al panico e continua ad avere allucinazioni di Mr. Robot che lo spinge a proseguire il piano della fsociety per liberare tutto il mondo dalla schiavitù delle multinazionali. Elliot torna a casa e apre la porta del suo appartamento a una figura misteriosa. Dopo i titoli di coda, WhiteRose, in abiti maschili, e Phillip Price, l'amministratore della Evil Corp, s'incontrano a una cena di gala. Sebbene la Evil Corp sia nel pieno di un disastro economico, Phillip Price non sembra preoccupato e conversa amichevolmente con WhiteRose. Dai dialoghi sembrerebbe che la Evil Corp sia già a conoscenza dei responsabili dell'attacco informatico e se ne sta occupando. WhiteRose avverte Price che sta avendo lo stesso atteggiamento di Nerone quando questi guardava Roma andare a fuoco.
- Guest star: Gloria Reuben (Krista Gordon), Michel Gill (Gideon Goddard), Michael Cristofer (Phillip Price), Ron Cephas Jones (Romero), Susan Pourfar (Penelope), Armand Schultz (Michael Hansen), BD Wong (Whiterose), Stephanie Corneliussen (Joanna Wellick), Richard Bekins (James Plouffe), Azhar Khan (Mobley), Sunita Mani (Trenton).
- Ascolti USA: 1.210.000[21].
- Ascolti Italia (free): telespettatori 359.000[20]